# ŁuAZ

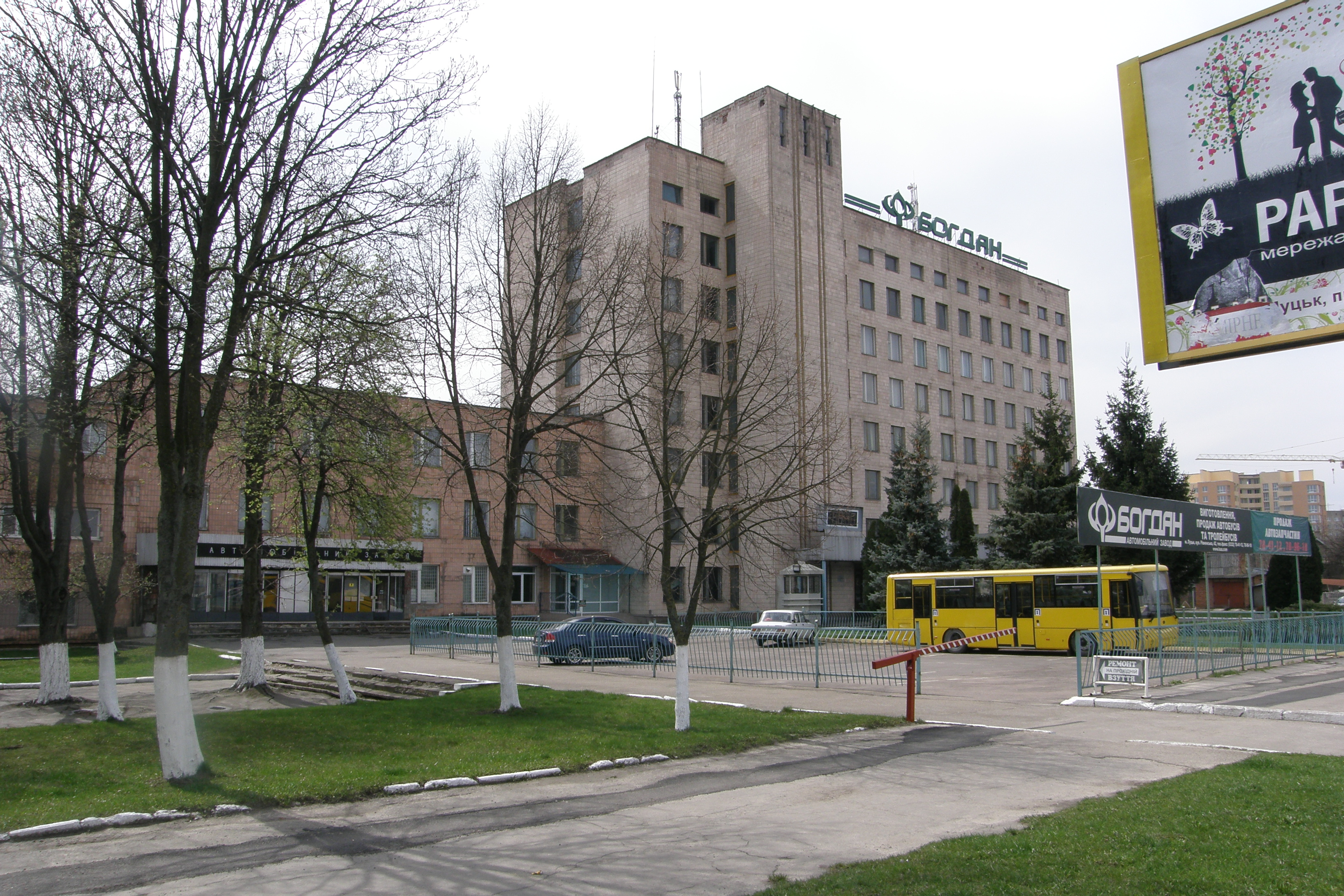

ŁuAZ (ukr. ЛуАЗ, Луцький автомобільний завод, Łućkyj Awtomobilnyj Zawod) – ukraiński i wcześniej radziecki producent małolitrażowych pojazdów terenowych. Zakłady zostały założone w 1955 r. w Łucku.

## Początki

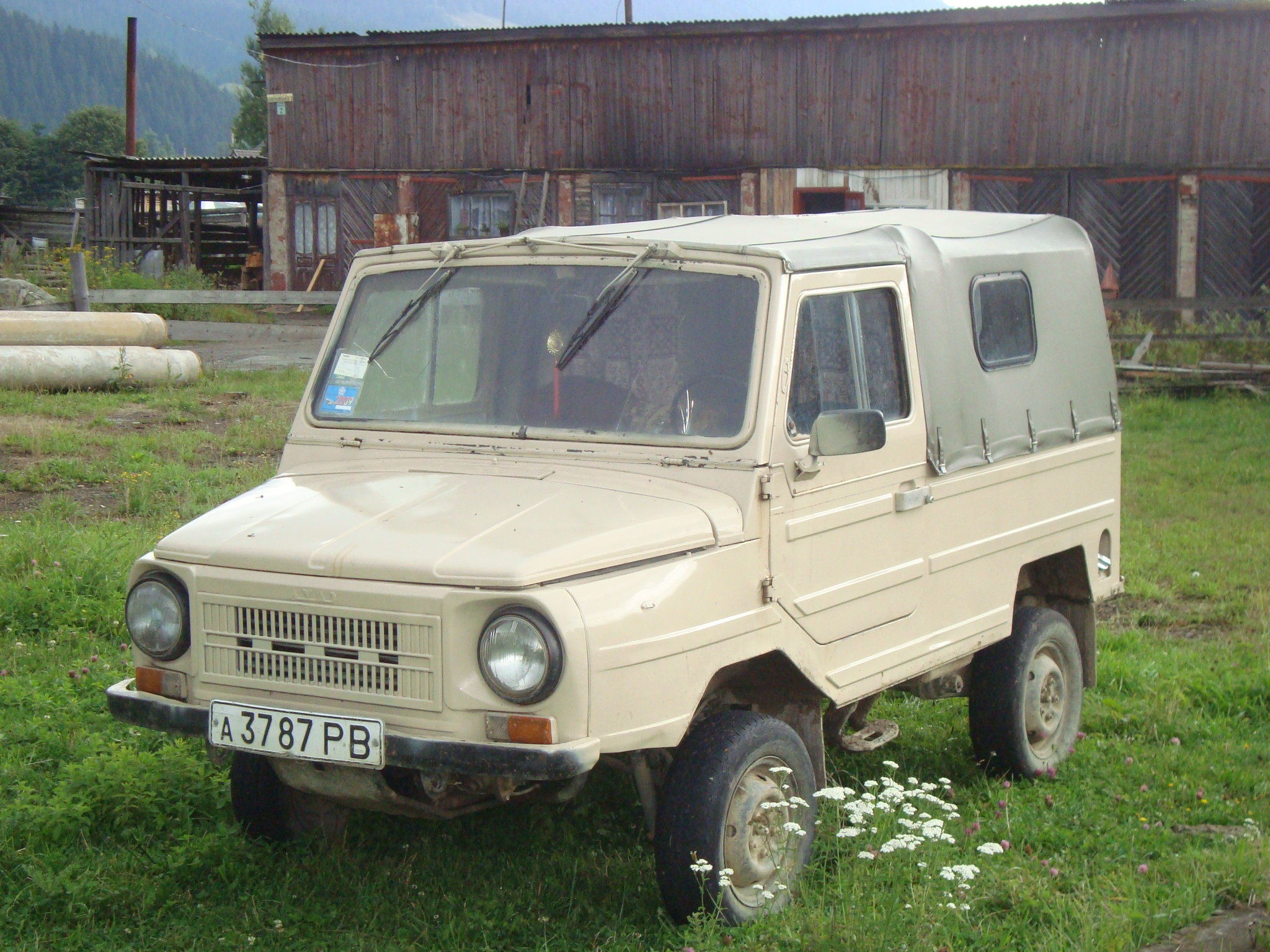
ŁuAZ 1302

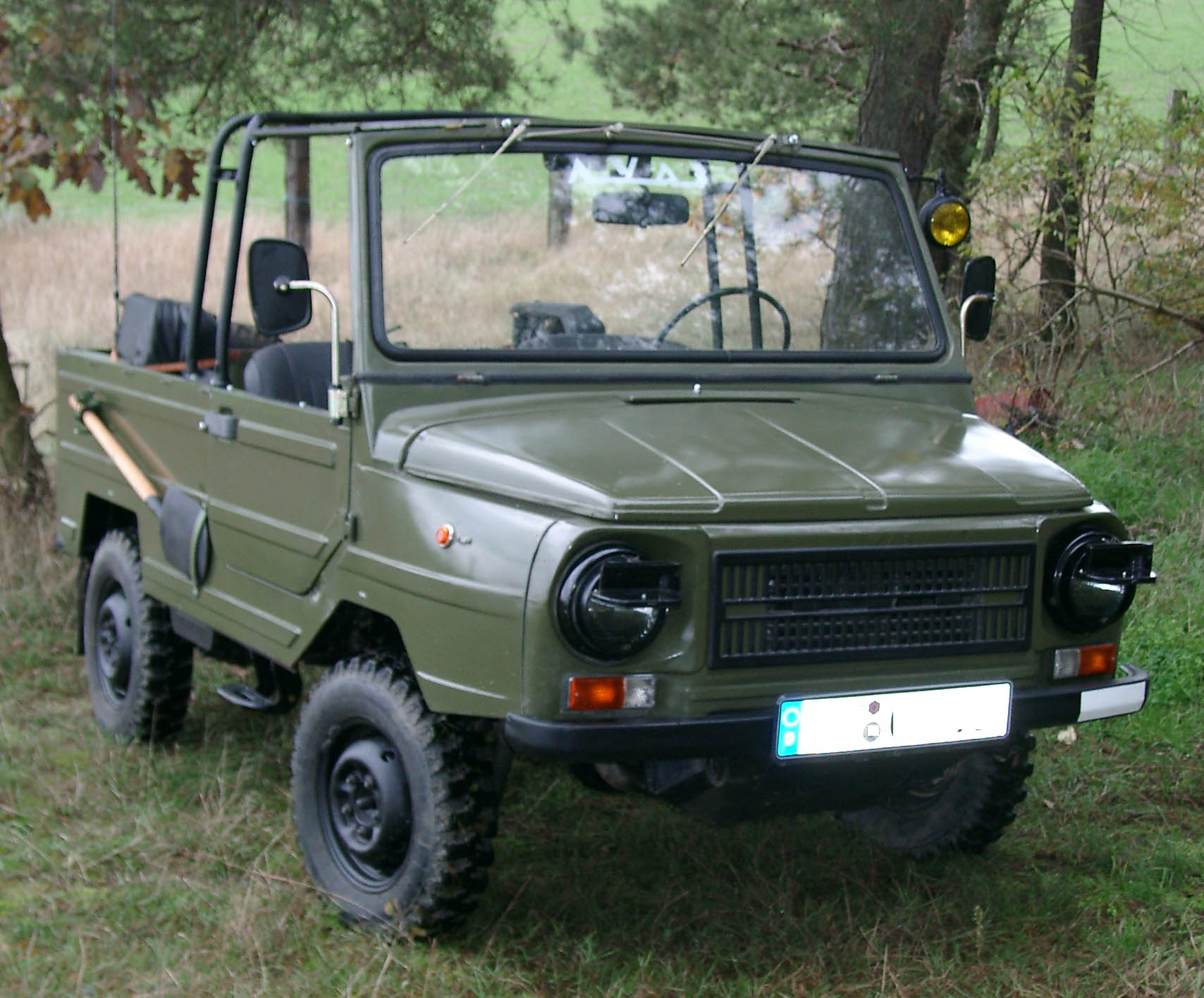
ŁuAZ 969-M Wołyń

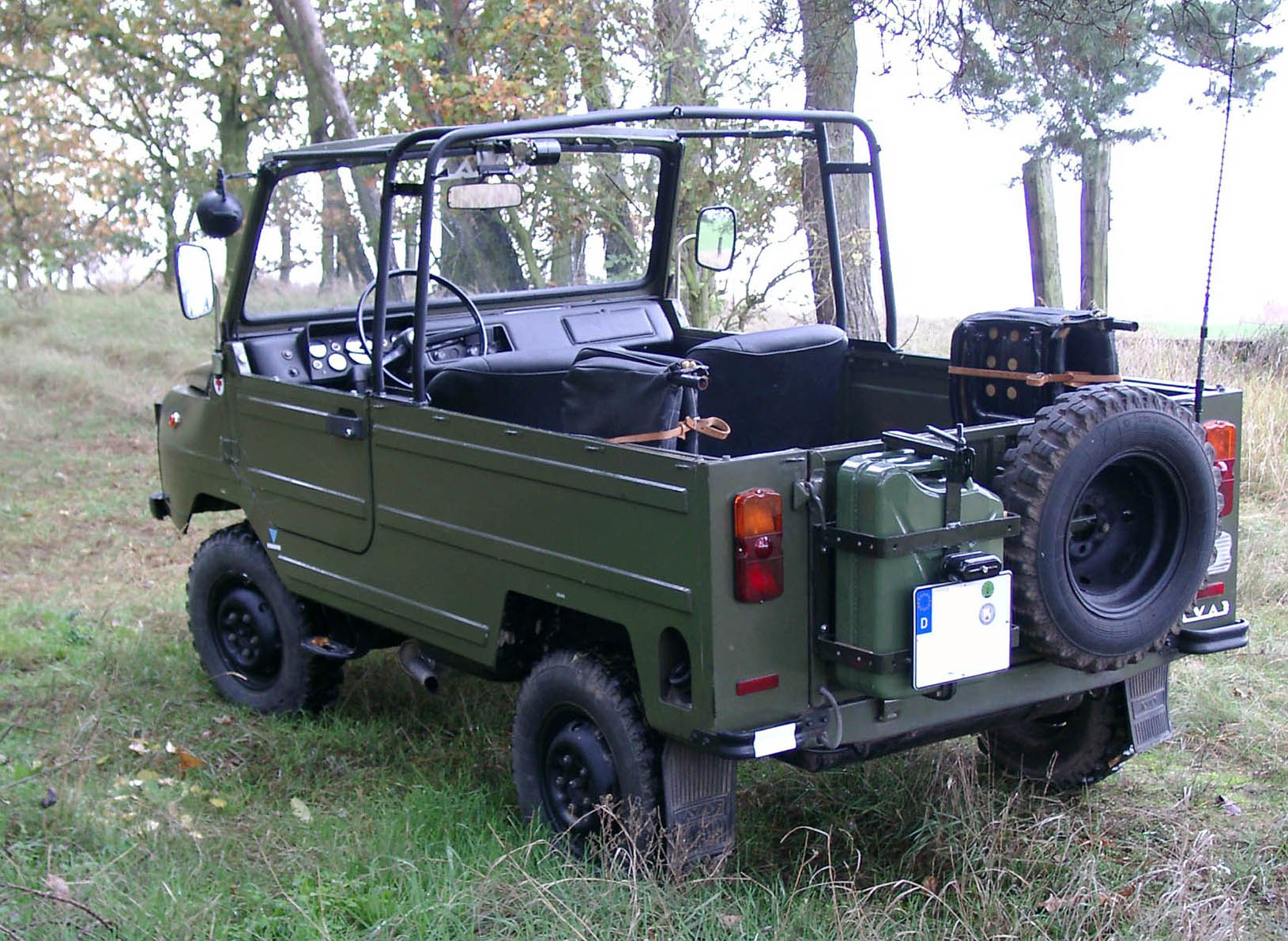
ŁuAZ 969-M Wołyń – tył pojazdu

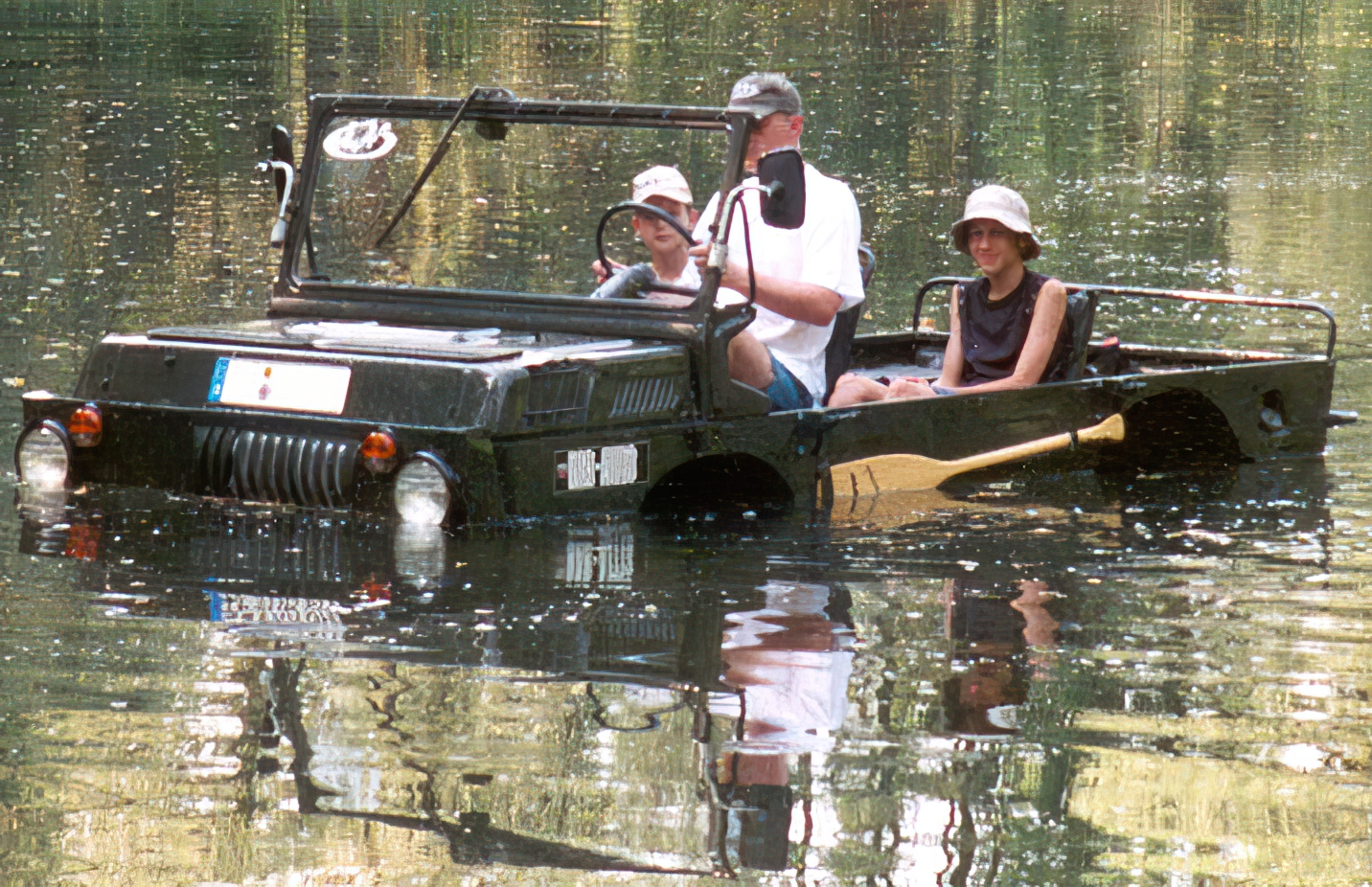
Pływający ŁuAZ 967-M

Głównym modelem produkowanym przez zakłady ŁuAZ był ŁuAZ 969-M. Pierwsza wersja tego pojazdu, 969-A, produkowana była w zakładach ZAZ. Jednak kilka lat później zakłady ZAZ przeniosły produkcję tych małych terenowych pickupów właśnie do Łucka. Silnik modelu 969-A pochodził z samochodu ZAZ 965, miał 900 cm³ pojemności i tylko 30 KM mocy, jednakże w odróżnieniu od ZAZ-a 965 silnik mieścił się z przodu, wzdłużnie do osi pojazdu i sprzężony był z czterostopniową, manualną skrzynią biegów wraz z reduktorem. Na bazie tego modelu powstało kilka wersji, zaś najbardziej interesującą z nich jest ŁuAZ 967 – amfibia przeznaczona głównie dla radzieckiego wojska.
W 1979 r. zaprzestano produkcji modelu 969-A i zastąpiono go modelem 969-M Wołyń. Odróżniał się on od poprzednika zmienionym pasem przednim i silnikiem o pojemności 1200 cm³, o mocy maksymalnej zwiększonej o 4 KM, do 34 KM. Model ten był sprowadzany w latach 80. do Włoch przez przedsiębiorstwo Martorelli. W wersji eksportowej zastosowano silnik o pojemności 1100 cm³ pochodzący od Forda Fiesty.
Na początku lat 90. XX w. silnik „Wołynia” zastąpiono nowym silnikiem produkcji ZAZ o pojemności 1100 cm³ i mocy 53 KM, który także stosowany jest w samochodach Tavria. Zmieniono też nazwę modelu z 969-M na 1302. Na bazie osobowego modelu 1302 powstał w 1991 r. także pick-up – ŁuAZ 13021.
W 1989 r. powstał prototyp – ŁuAZ Proto z silnikiem pochodzącym z modelu 1302 i plastikowym nadwoziem. Powstał on w studiu projektowym w Leningradzie. Nigdy nie wszedł do produkcji.
Na bazie modelu 1302 powstały modele 1302 Foros wyposażony w silnik produkcji Lombardini o mocy 36 KM oraz amfibia ŁuAZ 1901 Geolog, wyposażona w dieselowski silnik produkcji Lombardini, który napędzał wszystkie trzy osie.
W 1994 r. zaprezentowano nowy model – ŁuAZ 1301. Samochód ten posiadał zupełnie nowe nadwozie, jednak baza techniczna pozostała ta sama. W 2002 roku przedstawiono zmodernizowany prototyp tego modelu, jednak z powodu braku pieniędzy, przestarzałej konstrukcji oraz przewidywanego niskiego popytu na ten model nie zdecydowano się wprowadzić go do produkcji. Prototyp ten zaprojektowany został bezpośrednio w zakładach w Łucku i w zasadzie niewiele różnił się od ŁuAZa Proto zaprojektowanego w 1989 r. Silnik o pojemności 1200 cm³ pochodzi z samochodu Tavria.
Obecnie w łuckim zakładzie produkowane/montowane są samochody Łada, Kia i Hyundai z produkcji aut swojej konstrukcji zrezygnowano.
Na bazie ŁuAZa 1302 produkowano w Polsce samochód terenowy Wilk.

## Modele
- ŁuAZ 967
- ŁuAZ 969-A
- ŁuAZ 969-M
- ŁuAZ 1301
- ŁuAZ 1302
- ŁuAZ 13021